# Boulder
Boulder – miasto w Stanach Zjednoczonych, w stanie Kolorado, położone u podnóża Gór Skalistych, około 50 km na północny zachód od Denver. Według spisu w 2020 roku liczy 108,3 tys. mieszkańców i należy do rozszerzonego obszaru metropolitalnego Denver. 
Boulder zostało uznane przez U.S. News & World Report za najlepsze miejsce do życia w Stanach Zjednoczonych, w latach 2021–2022.

## Nauka

Deptak przy Pearl Street zimą

Boulder jest dużym ośrodkiem naukowym. W mieście znajduje się główny kampus stanowego Uniwersytetu Kolorado, pod nazwą Uniwersytet Kolorado w Boulder. Uczelnia istnieje od 1876. Ponadto w Boulder znajdują się Narodowe Centrum Badań Atmosfery, Narodowy Instytut Norm i Techniki oraz Narodowa Agencja Oceaniczna i Atmosferyczna.

## Gospodarka
W mieście rozwinął się przemysł lotniczy, precyzyjny, elektroniczny oraz chemiczny. W Boulder znajduje się siedziba i główne zakłady firmy Ball Aerospace oraz oddziały IBM, Lockheed Martin i Level 3 Communications.

## Demografia
W 2019 roku 3,3% populacji deklaruje polskie pochodzenie.

## Miasta partnerskie
- Duszanbe (Tadżykistan)
- Jalapa (Nikaragua)
- Katmandu (Nepal)
- Kisumu (Kenia)
- Lhasa (Chiny)
- Ciudad Mante (Meksyk)
- Nablus (Palestyna)
- Ramat Hanegev (Izrael)
- Yamagata (Japonia)
- Yateras (Kuba)[5]